# 古川修
古川 修（ふるかわ よしみ、1948年〈昭和23年〉3月23日 - ）は、日本の技術者。学位は博士（工学）（東京大学・1998年）。電動モビリティシステム専門職大学学長上席補佐・電気自動車システム工学部教授、公益財団法人本田財団理事、芝浦工業大学名誉教授。
株式会社本田技術研究所での勤務を経て、芝浦工業大学システム工学部教授などを歴任した。

## 来歴

### 生い立ち
東京都生まれ。成城学園初等学校・中学・高校を経て、1967年（昭和42年）に東京大学に入学。工学部産業機械工学科へ進む。1971年、東京大学大学院工学系研究科修士課程舶用機械工学専攻へ進学（1977年3月に単位取得退学）。なお、後年に「非線形四輪操舵及び直接ヨーモーメント制御による車両運動性能向上の研究」と題した博士論文を執筆しており、1998年1月に東京大学から博士（工学）の学位が授与された。

### 技術者として
1977年10月、本田技術研究所（本田技研工業の技術開発部門子会社）に入社。自動車の安全技術のセクションに配属される。古川は大学での研究実績を買われ、佐野彰一の下で4輪操舵システム（4WS）の発想・基礎研究・応用研究を行った。その後3代目ホンダ・プレリュード開発チームの4WS開発責任者として商品化に携わる。このプロジェクトは難航したが、1987年4月に世界初の実用的乗用車4輪操舵システムとして、3代目プレリュードに搭載された。操舵の制御方式は特許を取得し、1991年に「車両の舵角応動型4輪操舵システムの発明」の名目で、発明協会の全国発明表彰・内閣総理大臣発明賞を受賞（佐野および本田技研工業社長川本信彦との共同）。以来、自動運転システム、2足歩行ロボット、先進安全運転支援システムなどのプロジェクトリーダーを歴任した。

### 工学者として
2002年3月にホンダを退職。同年4月に芝浦工業大学システム工学部機械制御システム学科教授に就任。生活支援創造工学研究室を立ち上げ、自動車の運転支援システム、コンパクトモビリティの開発、調理支援システムの開発などの教育研究に従事。また、国土交通省の先進安全自動車推進検討会の座員、同通信利用技術分科会長など、官庁の検討会委員を歴任。ISO/TC204/WG14（ITS技術における運転支援システム技術）の国際議長、車両運動制御に関する国際学術シンポジウムAVECの立上げ、自動車の予防安全技術に関する国際シンポジウムFAST-zeroの立上げなど、国際的活動の実績も持つ。2013年に芝浦工業大学を定年退官し、大学院理工学研究科特任教授として産学連携研究教育活動を担当。2018年に芝浦工業大学特任教授を退任。2019年に明治大学自動運転社会総合研究所の客員研究員に就任し、2020年より内閣府未来技術社会実装事業に申請して、対馬市で自動運転システムの社会実装プロジェクト「対馬スマートシティ事業」が採択されて、推進。
2023年4月に山形県西置賜郡飯豊町に新設される電動モビリティシステム専門職大学において、電気自動車システム工学部の教授として着任した。電動モビリティシステム専門職大学においては学長上席補佐も兼務している。

## 人物
技術者・研究教育者としての活動の傍ら、酒食文化（日本酒や蕎麦）を題材とした著書を刊行している。また、アメリカの民族音楽に関心を持ち、ブルーグラスやジャズなどの分野でバンドを結成して、ライブ演奏活動を継続している。

## 著書

### 単著
- 『蕎麦屋酒』光文社新書、2004年　のち知恵の森文庫
- 『世界一旨い日本酒』光文社新書、2005年　のち知恵の森文庫
- 『クルマでわかる物理学』オーム社、2007年
- 『自動運転の技術開発　その歴史と実用化の方向性』グランプリ出版、2019年

### 共編著
- （編著）『ヒューマンエラーと機械・システム設計』講談社、2012年
- （共著）『自動車オートパイロット開発最前線―要素技術開発から社会インフラ整備まで』エヌ・ティー・エス、2014年

### その他（監修）
- 『図解雑学 自動車のメカニズム』ナツメ社、2007年
- 『プロが教える自動車のすべてがわかる本』ナツメ社、2009年
- 『プロが教える自動車のメカニズム』ナツメ社、2010年
- 『自動車のしくみ パーフェクト事典』ナツメ社、2013年